# Poškodbe zaradi ponavljajočih se gibov
Poškodbe zaradi ponavljajočih se gibov (poznane tudi kot poškodbe zaradi ponavljajočega stresa, poškodbe zaradi ponavljajočega gibanja, ponavljajoče gibalne motnje, kumulativna travmatična obolenja, sindrom poklicne preobremenjnosti, sindrom preobremenjenosti, lokalne mišično-kostne motnje so poškodbe mišično-skeletnega ter živčnega sistema, ki jih lahko povzročijo ponavljajoče se naloge, močni napori, vibracije, mehanska kompresije (primer: pritisk telesa in okončin proti trdim površinam) ter dolgotrajni in nepravilni položaji telesa in okončin.
Tipi poškodb zaradi ponavljajočih se gibov, ki zadevajo uporabnike računalnikov, so nespecifične bolečine v rami ali z delom povezane bolečine zgornjih okončin. Stanje, kot je poškodba zaradi ponavljajočih se gibov, je vezana tako na fizični, kot na psihosocialni dejavnik stresa.

## Vzroki
Poškodbe zaradi ponavljajočih se gibov imajo po prepričanju mnogih vzroke v življenjskem slogu ljudi, ki nima nobenega, oziroma zelo malo poudarka na ergonomiji (recimo ko delamo z računalnikom, vozimo avtomobil, potujemo, sedimo, ležimo ...). Najpreprostejši vzroki za nastanek poškodb zaradi ponavljajočih se gibov lahko nastanejo že zaradi preprostih, vendar napačno izvedenih vsakodnevnih opravil, recimo uporabe topega noža pri rezanju zelenjave. 
Ostale tipične navade, ki po mnogih virih pripomorejo in vodijo k nastanku poškodb: 
- Branje knjig oziroma delanje raznih opravil na način, da gledamo strmo navzdol.
- Spanje na neustrezni postelji/ležišču ali sedenje na slabem fotelju v neustrezni poziciji.
- Prenašanje pretežkih šolskih torb in nahrbtnikov.
- Držanje telefonske slušalke z ramo in vratom.
- Predolgo gledanje televizije v nepravilnem položaju (preveč na levem oziroma desnem boku).
- Spanje pred televizijo.
- Spanje z naprej nagnjeno glavo med potovanjem z avtomobilom, avtobusom, vlakom.
- Prekomerno nerodno uporabo rok, zapestja, hrbta, vratu, in tako naprej.
- Prekomerno uporabo računalnika, zlasti igranja videoiger.
- Napačna drža pri sedenju ozirima napačna izbira sedala.

## Bolezen

### Simptomi
Sledeče pritožbe so tipične pri bolnikih, pri katerih bi lahko diagnostificirali bolezen poškodb zaradi prekomernih gibov:
Kratki rafali neizmerne bolečine v rokah, hrbtu, ramenih, zapestjih, dlaneh ali palcih (značilna je razpršenost bolečine - bolečina se širi na številna področja). 
Bolečina se z aktivnostjo še povečuje. 
Bolnik se počuti šibko, pomanjkuje mu tudi vzdržljivosti.
Prisoten je neprijeten občutek napetosti in pekoča bolečina v predelu prstov, dlaneh, zapestjih, podlakti ali komolcev. 
Bolnik občuti mravljinčenje ali odrevenelost rok, hladne roke. 
Izguba moči, sposobnosti finih gibov in koordinacije, okornost prstov oziroma rok. Prizadeti ljudje največkrat opazijo, da so postali bolj nerodni. 
Bolečine so lahko tako močne, da lahko motijo tudi spanje. 
Prizadeti ljudje si pogosto masirajo prste, dlani in podlahti.
Za razliko od sindroma karpalnega kanala, so simptomi po navadi razpršeni in ne-anatomski, simptomi prečkajo distribucijo živcev, kit, itd. Simptomi bolečine nimajo tendence k značilnostim kakršnega koli direktnega patološkega stanja.

### Pogostost bolezni
Poškodbe zaradi ponavljajočih se gibov, so najpogostejše z delom povezane zdravstvene težave. 25 % vseh evropskih delavcev se pritožuje nad bolečinami v hrbtu, 23 % pa nad bolečinami v mišicah; 62 % vseh delavcev v EU je četrtino delovnega časa ali več izpostavljenih ponavljajočim se gibom dlani ali rok; 46 % bolečim ali utrujajočim položajem; 35 % pa premeščanju ali premikanju težkih bremen.
Kmetijstvo in gradbeništvo sta glede izpostavljenosti fizičnim tveganjem in tudi glede števila pritožb zaradi mišično-kostnih obolenj, najbolj prizadeta sektorja. Dejstvo pa je, da ta obolenja prizadenejo delavce v vseh sektorjih. 
Na splošno so ženske manj izpostavljene fizikalnim dejavnikom tveganja, čeprav je, kar zadeva gibe dlani ali rok ter delo v bolečih ali utrujajočih položajih, izpostavljenost žensk enaka izpostavljenosti moških. 
Določenim tveganjem – delu, ki vključuje premikanje ljudi – so ženske občutno bolj izpostavljene kot moški, in sicer je tveganjem četrtino ali več delovnega časa izpostavljenih 11 % žensk oziroma 6 % moških.
Mišično-kostna obolenja so povezana z visokimi stroški zaradi njihove neposredne povezanosti z zavarovanjem, odškodnino, zdravstvenimi in administrativnimi stroški ter tudi s posrednimi stroški, ki nastanejo zaradi izgube storilnosti.

### Fizični pregled in diagnostični test
Fizični pregled pokaže le nemoč in zmanjšano zmožnost napora, na podlagi testov, kot so oprijem in sposobnost močnega oprijema s prsti. Po navadi niso prisotne niso nobene druge nepravilnosti. Diagnostični testi (radiološki, elektrofiziološki, itd) so normalni. Bolečine zaradi ponavljajočih gibov, je najbolje razumeti kot navidezno zdravo roko, katera pa boli. Vendar pa je tukaj trenutno nedokazljiva poškodba, katero moramo še ugotoviti.

## Definicija
Fraza »poškodba zaradi ponavljajočih se gibov« je po navadi uporabljena pri pacientih, kjer ni prisotna neka natančna, objektivna patofiziologija, katera sovpada z bolečinami, katere občuti bolnik. Ta fraza pa se lahko uporablja tudi kot nadpomenka, ki vključujeje druge ločene diagnoze, ki so (intuitivno, vendar pogosto brez dokaza) povezane z bolečinami v rokah, kot so na primer: sindrom karpalnega kanala, sindrom bolečega prsnega koša, DeQuervain sindrom, pulzajoč prst, boleč hrbet, teniški komolec, ... 
Navsezadnje pa se lahko izraz poškodbe zaradi ponavljajočih se gibov, uporablja tudi kot alternativni, krovni izraz za druge nespecifične bolezni ali kot neka splošna definicija v nepreverljivi patologiji, kot recimo refleksna simpatična distrofija, poškodba palcev zaradi pogostih pritiskov, radikalni tunelski sindrom, igralniški palec (rahlo otekanje palca zaradi pretirane uporabe igralnih ploščkov), pisalni prst (otekanje roke, katero povzroča prekomerna uporaba pisal, ter razna poškodba zapestij), katera lahko nastanejo pri nonavljajočem vrtenju roke (primer: vrtenje sijočih palic na zabavah). 
Čeprav sta tendinitis in tendosinovitis ločena patofiziološka procesa, moramo biti previdni, ker sta tudi izraza, katera zdravniki pogosto uporabljaljo za nespecifično ali medicinsko nepojasnjeno bolečino, ki jo teoretično lahko povzroči prej omenjeni proces.

## Zdravljenje
Največ zdravljenja pri teh poškodbah lahko opravimo kar sami. Največ bolečin bo prenehalo samo od sebe, če bomo prenehali z obremenitvijo in si vzeli zadosten čas počitka takoj ko bomo začutili prve bolečine v obremenjenih delih telesa. Moramo pa se tudi zavedati, da brez osnovne skrbi za lastno zdravje, bodo nekatere bolečine zaradi ponavljajočih se gibov prisotne mnoga leta. V tem primeru, bo edini možen način za dokončno odpravo bolečin, operativni poseg. 
Najpogostejše predpisano zdravljenje za tovrstne bolečine je počitek, telesna dejavnost (vaje za razgibanje in sproščanje), naramnice-opornice in masaža. Na voljo so tudi različni medicinki izdelki, kot dodatek v večji uspešnosti teh zdravljenj. Ker je računalnik, kot delovna postaja, pogosto krivi za nastanek takšnih gibov (zlasti rok in zapestja) se ergonomsko prilagoditev delovnih postaj močno priporoča.

### Ergonomija
Ergonomija je veda, s pomočjo katere poskušajo tehnološka orodja in uporabnikovo okolje čim bolj prilagoditi uporabniku. Pri tem se upoštevajo uporabnikove sposobnosti in omejitve pri zagotavljanju, da naloge, oprema, informacije in okolje ustrezajo vsakemu uporabniku.
Strokovnjaki za ergonomijo pri ugotavljanju, ali je uporabljena tehnologija prilagojena ljudem, upoštevajo delo (panogo), dejavnost, ki se izvaja, potrebe uporabnika, uporabljeno opremo (njeno velikost, obliko in kako primerna je za delo) ter uporabljene informacije (na kakšen način jih je mogoče predstaviti, oceniti in spremeniti). Ergonomija pri preučevanju ljudi in njihovega okolja črpa iz več disciplin, vključno z antropometrijo, biomehaniko, mehanskim inženiringom, industrijskim inženiringom, industrijskim oblikovanjem, kineziologijo, fiziologijo in psihologijo.
Po navadi se z ergonomijo ukvarjajo psihologi, inženirji s področja industrijskega oblikovanja in mehanskega oblikovanja ali doktorji medicine in ostalo ustrezno usposobljeno zdravstveno osebje. Nekatere univerze imajo celo študijski program magistra ergonomije. Po letu 2000 so se delovni terapevti začeli ukvarjati s področjem ergonomije, ki je sčasoma postalo eno od najbolj razširjenih področij delovne terapije.
Mednarodna zveza za ergonomijo deli ergonomijo na naslednja področja:
- fizična ergonomija: preučevanje človeških anatomskih in nekaterih antropometričnih, fizioloških in biomehanskih značilnosti ter njihove povezave s fizično aktivnostjo;
- kognitivna ergonomija: preučevanje miselnih procesov, kot so zaznavanje, spomin, mišljenje in motorični odzivi, ter njihovega vpliva na interakcije med ljudmi in drugimi elementi sistema. (Ustrezne teme vključujejo delovno obremenitev, odločanje, strokovno učinkovitost, interakcije med ljudmi in računalnikom, človeško zanesljivost, stres na delovnem mestu in usposabljanje, ker so lahko povezane s človeškim sistemom in načrtovanjem interakcije med človekom in računalnikom.);
- organizacijska ergonomija: preučevanje optimizacije socialno-tehničnih sistemov, vključno z njihovo organizacijsko strukturo, politiko in procesi. (Ustrezne teme vključujejo komunikacijo, upravljanje človeških virov, načrtovanje delovnih mest, načrtovanje delovnega časa, skupinsko delo, načrtovanje sodelovanja, ergonomijo skupnosti, sodelovanje, nove delovne programe, virtualne organizacije in upravljanje kakovosti.[9]

#### Prilagojen delovni stol
K preprečevanju poškodb zaradi ponavljajočih se gibov pripomore tudi izbira ergonomičnega stola. To je stol, ki z izbočenim naslonjalom skrbi za pravilen položaj hrbtenice in ustrezno podpira medenico. Izbira pravilnega stola, je v sodobni sedeči družbi nujna izbira. Pomembno je, da se prilagaja naravni obliki posameznikovega telesa, kar dosežemo z izbiro stola, ki ima kar največ možnosti različnih nastavitev: višine in položaja sedala, položaja naslona ter višine in položaja naslonjal za roke.

### Prilagodljiva programska oprema
Obstaja več vrst programske opreme, namenjene za pomoč pri odpravljanju možnosti za poškodbe zaradi ponavljajočih se gibov. Med njimi je program za prepoznavanje govora, ter program kateri nas opozori da potrebujemo premor pri delu. Tak program opozarja uporabnika, da po določenem času ali določenem številu pritiskov na tipkovnico, potrebuje premor in priporoči izvedbo sprostitvenih vaj, s katerimi razkremenimo mišice. Na voljo pa so tudi posebni programi, s pomočjo katerih avtomatiziramo ponavljajoče naloge in klike z miško (makro programi). 

### Prilagodljiva strojna oprema
Prilagodljiva tehnologija zajema vse od specialnih tipkovnic, nadomestkov računalniških mišk (recimo elektronsko pisalo in grafična tablica) ter vsa ostala tehnologija, katera pripomore k večjemu udobju.

#### Miška
Prehod na bolj ergonomsko miško, kot so na primer miška s sledilno kroglo, vertikalno miško ali igralno palico, oziroma nadomestek miške z digitalnim pisalom in grafično tablico, lahko pripomore k zmanjšanju poškodb, vendar pri kronični bolečini lahko povzročilo le premik problema v drugo območje. Uporaba grafične tablice za splošno kazanje, klikanje, označevanje in kopiranje (uporaba ni namenjena osnovni uporabi, to je risanje slik) pa tudi potrebuje določen čas, da se uporabnik privadi. Prehod na sledilno ploščico ali kazalno palico, katera ne potrebuje prijemanja ali krčenja z mišicami v rokah tudi pripomore k zmanjšanju poškodb in s tem bolečini. Zelo dobrodošla je tudi uporaba posebne ergonomsko oblikovane podloge za misko, katera ima dodano erbonomsko oblikovano počivalo za zapestje. Priporošljiva je tudi uporaba naslonov za roke – vendar moramo pri njihovi uporabi paziti, da bo naša roka sproščena naravnost in ne uklonjena navzgor.

#### Tipkovnica in njeni nadomestki
Zamenjava navadnih tipkovnic, s posebej oblikovanimi oziroma ergonomskimi tipkovnicami.Ergonomske tipkovnice naj bi bile oblikovane tako, da bi bila drža rok pri tipkanju čim bolj naravna. Zato so pri skoraj vseh ergonomskih tipkovnicah tipke razporejene v obliki polmeseca. Pravtako pa lahko tipkovnico zamenjmo z digitalnimi peresi in sistemom za glasovno razpoznavo .

### Medicinski pripomočki
Pod medicinske pripomočke spadajo številna zdravljenja, vključno z dovoljenimi zdravili proti bolečini(zlasti nesteroidna protivnetna zdravila), raznimi oporniki in zdravstveno terapijo. Čeprav so nekateri strokovnjaki mnenja, da niso učinkoviti, nekateri strokovnjaki pa so mnenja da so. Glavni problem uporabe zdravil pri poškodbah zaradi ponavljajočih se gibov je ta, da bolečino samo zakrijejo možganom in se pacient vrne k aktivnostim, s tem pa še naprej obremenjuje poškodovano mesto, namesto da bi poškodbo čim prej saniral. Zato je treba najti ravnovesje in bolečino reducirati in to tako, da se nam z leti ne ponovi poškodba tkiva.
Na voljo so tudi medicinski pripomočki,ki nam pomagajo da se poškodovana tkiva hitreje celijo. Obstaja več vrst naprav, ki so na voljo in so razvrščene kot bodisi pasivne, bodisi aktivne naprave. Pasivne naprave v glavnem samo pomagajo pozdraviti poškodbo, medtem ko aktivne naprave povečajo telesne zmogljivosti zdravljenja.
Razne opornice, predvsem pa zapestne opornice, so daleč največkrat uporabljeni pripomočki pri poškodbah zaradi ponavljajočih gibov. Stabilizirajo zapestje in omogočijo zdravljenje brez nadaljnjega obremenjevanja poškodbe. Opornice so na voljo v dveh osnovnih variantah: mehke opornice (iz najlonskih tkanin) ali opornice s trdo lupino.

### Vaje
Vaje zmanjšujejo tveganje za razvoj bolezni zaradi ponavljajočih se gibov.
- Zdravniki včasih priporočajo, da ljudje ki trpijo za ponavljajočimi boleznimi, opravljajo posebne vaje za krepitve posameznih delov, npr. vaje za izboljšanje drže.
- Glede na dejstvo, da življenjski slog, ki vključuje sedenje za računalnikom, za dlje časa povečuje verjetnost da bo posameznik prekomerno sedel (nenormalno nazaj ukrivljena hrbtenica), se priporoča da posameznik izvaja iste vaje, ki so predpisane za sindrom bolečin prsnega koša.[14]
- Nekateri viri priporočajo motorične vaje ali ergo-aerobiko (vaje za pravilno pisanje na tipkovnici), da zmanjšajo možnost poškodb. Ergo-aerobika cilja predvsem na strojepisce in ljudi, ki pogosto uporablja računalniške tipkovnice.

### Vrnitev v normalne dejavnosti kljub bolečini
Psihologa Tobias Lundgren in Joanne Dahl sta trdila, da za najtežje kronične primerke zaradi ponavljajočih se gibov, bolečina sama postane manjši problem, kot pa prekinitev življenskih navad, ki bi bolečino prenehali
- Izogibanje aktivnostim, ki nam povzročajo bolečine.
- Vsako poškodbo je potrebno sanirati do konca.

Omenjena psihologa trdita, da imata večji uspeh če bolnika psihološko prepričata, da sprejmejo bolečino kot nekaj vsakdanjega, kar povzroči, da bolniki sami previdno povečujejo dnevne aktivnosti in se osredotočijo še na druge vidike življenja in ne samo na bolezni zaradi ponavljajočih se gibov.

## Psihološki faktorji

### Študija prebivalstva
Študije so pokazale da so bolezni zaradi ponavljajočih se gibov povezane tudi s psihološkimi in socialnimi dejavniki. Študije so pokazale da veliki psihološki pritiski podvojijo tveganje bolečin in poškodb zaradi, zahtevnosti dela, slabe podpore in nerazumevanja sodelavcev, samo nezadovoljstvo z delovnim mestom, pa čeprav smo mu izpostavljeni samo kratek čas.
Na primer, asociacija sindroma karpalnega kanala z uporabo roke pogosto domneva, ne pa tudi dobro dokazana. Za tipkanje so dolgo mislili, da je vzrok za nastanek sindroma karpalnega kanala, vendar pa nedavna spoznanja kažejo, da naj bi tipkanje celo preprečevalo omenjeni sindrom. Druga študija trdi, da so glavni dejavniki tveganja za sindrom karpalnega kanala: ženska menopavza, debelost ali pomanjkanje kondicije, diabetki oziroma družinska anamneza diabetesa, kajenje in uživanje alkohola. "

### Psihološko poslabšanje simptomov
Obstajajo tri med seboj podobni mehanizmi po katerih normalno delujoč človeški um poveličuje bolečino in z njo povezane motnje.
Psihološki stres (depresija in bojazen) povzroči, da je bolečina še močnejša. Zmanjšana fizična aktivnost in potrtost sta vzrok katere koli kronične bolezni. Zmanjšana fizična aktivnost omili bolečino v kratkem času, vendar ta traja daljši rok. Kronična bolečina, neglede na njen izvor, vodi v krog povečane depresijo in manjše fizične aktivnosti. Zmanjševanje fizičnih aktivnosti zmanjša bolečino, vendar je to dejanje omejeno na kratek rok, ter dolgoročno ne naredi nič za odpravo poškodbe. Napačno razumevanje bolečinskih signalov. Psihologi si to razlagajo z besedo paincatastrophizing (da ko čutiš bolečino misliš na najslabše) in to stanje se poslabša z zaupanjem pacientove podporne skupine ter internetnih diagnoz. Teorija kontrole znana kot »gate control theory« je najbolj odobravana medicinska teorija bolečine in recimo, da je pacient zaskrbljen glede določenega dela telesa; možgani lahko pošljejo signal hrbtenjači, da je pacient še bolj zaskrbljen kar se odzove, kot bolečina določenega dela telesa. Pri pacientih npr. s kroničnimi bolečinami roke lahko možgani avtomatsko sprožijo bolečino v roki, da je pacient ne bi premaknil in deluje kot obrambni mehanizem. Občutek, da je nekaj narobe, čeprav so izvidi preiskav normalni. Psihologi temu pravijo zdravstvena bojazen. Tipični pacienti s to motnjo so prepričani, da bolečina signalizira, da je z njihovim tkivom nekaj narobe. Lahko si to razlagamo kot zelo občutljiv bolečinski alarm-bolečina namiguje oziroma signalizira nevarnost in pacienti se težko spopadajo z bolečino.

### Psihosomatični primeri
Nekateri doktorji in medicinski raziskovalci verjamejo, da je glavni vzrok bolečinskih simptomov stres oziroma pripomore k temu. Najbolj znani odvetnik in strokovnjak na področju rehabilitacijske medicine dr. John E. Sarno na Newyorški univerzi za medicino, pravi, da vsi zgoraj našteti sindromi (čeprav imajo včasih fizični vzrok) izhajajo iz psihogenične motnje, kar povzroči, da živčni sistem omeji pretok krvi v mišice del telesa, kar povzroči bolečino in oslabljenost.
- Freud in ostali psihiatri so bili mnenja, da težko zaznavanje simptomov pomeni psihosomatske vzroke za bolezen,
- Psihosomatska bolezen običajno prikaže simptome katerih izvor je nepreverljiv ampak se zdi vedno enak skozi razumevanje psihološko bolezenskih procesov,
- S pomočjo testerja s katerim je mogoče odkriti izvor določene bolezni je prišlo do odkritja, da simptomi običajno zginejo ampak se zopet pojavijo novi, ki jim ni mogoče postaviti diagnoze.

Pacienti in njihovi odvetniki običajno zavračajo namige, da njihova bolezen ni fizične narave. Saj se tudi doktorji običajno izogibajo dajanju psihosomatičnih diagnoz, saj bi to ujezilo pacienta in privedlo do zamenjave doktorja. Psihosomatičnost je pogosto narobe razumljena, da pomeni, da pacient lažno ustvarja bolezen oziroma bolečino, kajti povzroči lahko hude bolečine, paralizo, napade, psihološke poškodbe in celo smrt. Psihosomatsko pogosto razumemo, kot recomo "pretvarjati se" oziroma izmišljevati se. Druge psihosomatske bolezni, pa lahko povzročijohude bolezni, paralizo, epileptične napade opazne fizične poškodbe, ali celo smrt. Poškodbe zaradi stresa so se prvič pojavile v Avstraliji v osemdesetih letih prejšnjega stoletja. Šele kasneje je bila postavljena diagnoza v Ameriki in Britaniji. V Avstraliji so se primeri s to motnjo pričeli vse bolj pogosto pojavljati, kar je privedlo do medijskega izbruha in protestov. Veliko opazovalcev in strokovnjakov je opazilo, da so z medijsko »paniko« v bistvu povzročili motnje zaradi stresa saj so bili ljudje panični.